# NGC 3994
NGC 3994 este o liner situată în constelația Ursa Mare. A fost descoperită în 1864 de către Heinrich Louis d'Arrest. Se află la o distanță de 49,33 de megaparseci de Pământ.